# Annemiek Derckx
Annemiek Derckx, född den 12 april 1954 i Beegden, Nederländerna, är en nederländsk kanotist.
Hon tog OS-brons i K-1 500 meter i samband med de olympiska kanottävlingarna 1984 i Los Angeles.
Hon tog därefter OS-brons i K-2 500 meter i samband med de olympiska kanottävlingarna 1988 i Seoul.